# Bardeau solaire

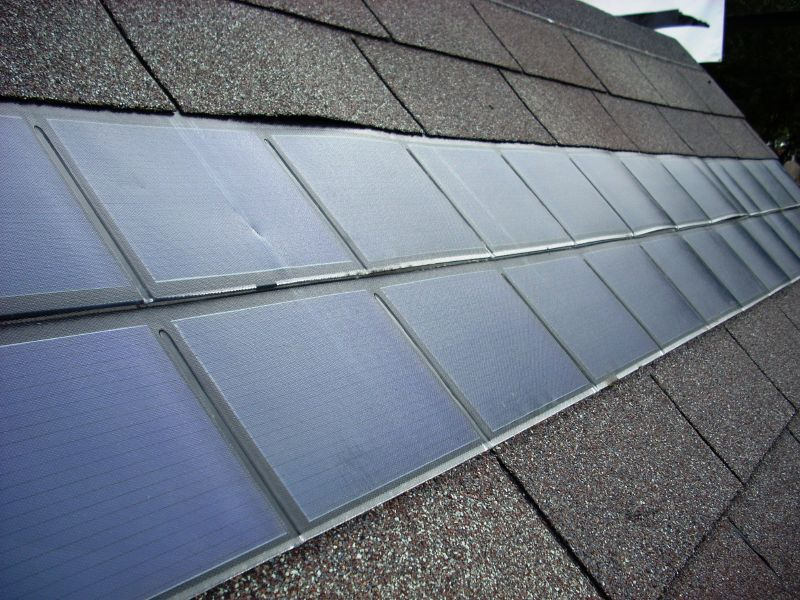
Des bardeaux photovoltaïques posés.

Les bardeaux solaires, également appelés bardeaux photovoltaïques (en anglais Solar shingles, ou photovoltaic shingles) ou tuiles solaires, sont des panneaux solaires conçus pour ressembler à des matériaux de toiture classiques, tels que les bardeaux d'asphalte ou l'ardoise, et fonctionner avec ceux-ci, tout en produisant de l'électricité.  Les bardeaux solaires sont un type de solution d'énergie solaire appelée « photovoltaïque intégré au bâti ».
Il existe plusieurs types de bardeaux solaires, dont des panneaux pleins de la taille d’un bardeau/ardoise qui remplacent un certain nombre de bardeaux conventionnels dans une bande, des conceptions semi-rigides contenant plusieurs cellules solaires au silicium dimensionnées davantage comme des bardeaux classiques et des systèmes plus récents utilisant diverses technologies de cellules solaires à couche mince qui correspondent aux bardeaux conventionnels à la fois en taille et en flexibilité.  Il existe également des produits utilisant un nombre plus traditionnel de cellules solaires au silicium par panneau pouvant atteindre jusqu'à 100 watts CC par bardeau,.
Les bardeaux solaires sont fabriqués par plusieurs sociétés  mais les trois principaux fabricants de bardeaux solaires sont RGS Energy , SolarCity et CertainTeed (en).  Parmi les autres sociétés actives aux États-Unis, il y a SunTegra Solar Roof Systems  et Atlantis Energy Systems (systèmes d’asphalte et d’ardoise). 

## Histoire
Les bardeaux solaires sont devenus disponibles dans le commerce en 2005. Dans un entretien avec Reuters en 2009, un porte-parole de la société Dow Chemical a estimé que l'entrée sur le marché des bardeaux solaires générerait des revenus aux États-Unis de cinq milliards de dollars d'ici 2015 et de dix milliards de dollars d'ici 2020.  Les bardeaux solaires Dow, connus sous le nom de système solaire POWERHOUSE, sont disponibles pour la première fois au Colorado, en octobre 2011.  Le système solaire POWERHOUSE continue de vivre dans sa version de troisième génération et a été concédé sous licence exclusive à RGS Energy pour la commercialisation.  En octobre 2016, Tesla est entré dans l'espace des bardeaux solaires dans le cadre d'une coentreprise avec SolarCity.

## Description
Les bardeaux solaires sont des modules photovoltaïques captant la lumière du soleil et la transformant en électricité.  La plupart des bardeaux solaires  12 pouces × 86 pouces (300 mm × 2 180 mm) et peuvent être agrafés directement sur la couverture de la toiture.  Lorsqu'ils sont appliqués, ils ont 5 pouces × 86 pouces (130 mm × 2180 mm) de surface exposée.  Différents modèles de bardeaux ont des exigences de montage différentes.  Certains peuvent être appliqués directement sur le feutre de toiture mélangé avec des bardeaux d'asphalte ordinaires, tandis que d'autres peuvent nécessiter une installation spéciale. 
Certains des premiers fabricants utilisaient des technologies solaires à couche mince, telles que CIGS, pour produire de l’électricité, qui sont moins répandues dans l’industrie solaire que les cellules à base de silicium.  Les fabricants actuels, tels que RGS Energy, CertainTeed et SunTegra, ont choisi d’utiliser les cellules solaires au silicium monocristallin ou polycristallin, standards de l’industrie, dans leurs POWERHOUSE 3.0, Apollo II et SunTegra Shingle, respectivement. Aux États-Unis où les bardeaux d'asphalte sont courants, les méthodes d'installation de certaines solutions de bardeaux solaires peuvent être plus faciles que les installations de panneaux traditionnels, car elles évitent de localiser les chevrons et alors les installer avec une méthode plus semblable aux bardeaux d'asphalte que les panneaux solaires standard. 
Les toits à bardeaux solaires ont généralement une couleur foncée, bleu violacé ou noire, et ressemblent donc beaucoup aux autres toits dans la plupart des situations.  Tesla Solar a mis au point plusieurs types de bardeaux pour s’harmoniser avec les toits traditionnels. Les propriétaires peuvent préférer les bardeaux solaires, car ils évitent d'avoir de grands panneaux sur leurs toits. À venir en 2018, Tesla offrira des bardeaux de style ardoise et toscan. Ce sont les premiers bardeaux solaires qui ressemblent à un toit de style ardoise ou toscan mais qui fournissent toujours de l'énergie solaire. Ils ont également été testés à la grêle (« Test video for the highest (class 4) hail rating, filmed at 2,500 frames per second. Each 2" hailstone is travelling 100 mph on impact. »), ce qui montre à quel point les nouvelles options sont également plus sûres en cas de catastrophe que les matériaux traditionnels.

## Coût
Le coût des bardeaux solaires peut aller de 3,75 $ à 12,00 $ par watt installé, en fonction du fabricant, de la technologie utilisée et de la taille du système.  Au troisième trimestre de 2015, le coût moyen d'une installation de panneaux solaires résidentiels traditionnels montés sur le toit aux États-Unis s'élevait à un peu plus de 3,50 dollars par watt, selon la Solar Energy Industry Association. Bien que les bardeaux solaires soient généralement plus coûteux à installer que les panneaux solaires traditionnels, certaines entreprises ont, depuis 2014, fait de gros progrès pour réduire l'écart du coût installé des panneaux solaires avec panneaux et celui des panneaux solaires avec bardeaux. 
Selon les rapports de Dow Chemical Company, une installation résidentielle typique composée de 350 bardeaux solaires peut coûter au moins 20 000 USD; Cependant, les incitations fédérales et étatiques en fonction de l'emplacement peuvent réduire considérablement les coûts.  
Les entrepreneurs solaires proposent généralement aux propriétaires un prix de service complet pour l'installation solaire, qui comprend l'achat d'équipement, la préparation des permis, l'enregistrement auprès de la compagnie d'électricité locale, des garanties de fabrication et une installation complète sur site.  Parce que les solutions photovoltaïques produisent de l'énergie sous forme de courant continu (CC) et que la norme des maisons est le courant alternatif (CA) , toutes les installations solaires connectées au réseau incluent un onduleur permettant de convertir le courant continu en courant alternatif.

## Disponibilité
À compter de 2015, les entreprises proposant des bardeaux solaires aux États-Unis comprenaient CertainTeedForward Inc. SunTegra Solar Roof SystemsLong Island Solar Panel Installation - Find Solar Installers". www.suntegrasolar.com. Consulté le 19 avril 2018. et Atlantis Energy Systems (systèmes d'asphalte et d'ardoise).
En janvier 2018, Tesla a annoncé, après des tests sur les toits des employés, qu'elle commencerait à installer le toit solaire Tesla chez les clients commerciaux "dans les prochains mois". 
En octobre 2017, RGS Energy a annoncé qu'elle proposerait les modules POWERHOUSE de troisième génération en 2018 après avoir obtenu la certification UL.

## Voir également
- Photovoltaïque intégré au bâtiment
- Développement énergétique
- Technologie verte
- Énergie solaire